# Ad Reinhardt
Adolph Frederick "Ad" Reinhardt (Buffalo, 24 de dezembro de 1913 - Nova Iorque, 30 de agosto de 1967) foi um pintor abstrato ativo em Nova York a partir de 1930 e continuando até a década de 1960. Ele era um membro do American Abstract Artists e fazia parte do movimento centrado na Betty Parsons Gallery, que ficou conhecido como expressionismo abstrato. Ele também foi membro do The Club, o local de encontro dos artistas expressionistas abstratos da New York School durante as décadas de 1940 e 1950. Ele escreveu e lecionou extensivamente sobre arte e foi uma influência na arte conceitual, arte minimalista e pintura monocromática. Mais famoso por suas pinturas "negras" ou "definitivas", ele dizia estar pintando as "últimas pinturas" que qualquer um pode pintar. Ele acreditava em uma filosofia da arte que ele chamava de Arte-como-Arte e usava sua escrita e charges satíricas para defender a arte abstrata e contra o que ele descreveu como "as práticas de artistas-como-artistas de má reputação".

## Biografia
Reinhardt nasceu em Buffalo, Nova York, e morou com a família na seção Riverside, ao longo do rio Niagara. Seu primo Otto e ele eram próximos, assim como a família extensa, mas o trabalho levou seu pai à cidade de Nova York. Mais tarde, ele estudou história da arte no Columbia College da Columbia University, onde era amigo íntimo de Robert Lax e Thomas Merton. Os três desenvolveram conceitos semelhantes de simplicidade em diferentes direções. Reinhardt se considerou um pintor desde muito cedo e começou a ganhar prêmios por pintar na escola primária e secundária. Sentindo que já havia adquirido todas as habilidades técnicas no ensino médio, ele recusou bolsas de estudo em escolas de arte e aceitou uma bolsa de estudos integral na Universidade de Columbia, da qual participou de 1931 a 1935. Ele fez aulas de pintura como aluno de graduação no Teachers College de Columbia e depois da formatura começou a estudar pintura com Carl Holty e Francis Criss na American Artists School, enquanto simultaneamente estudava retrato na Academia Nacional de Design sob Karl Anderson.
Ao terminar a faculdade, ele foi credenciado como um pintor por Burgoyne Diller, o que lhe permitiu trabalhar de 1936 até 1940 para o WPA Federal Art Project, divisão de cavalete. Patrocinado por Holty, ele se tornou membro do grupo American Abstract Artists, com quem expôs na década seguinte. Reinhardt descreveu sua associação com o grupo como "uma das maiores coisas que já aconteceram comigo". Participou de exposições coletivas na Peggy Guggenheim Gallery e realizou seu primeiro show one-man na Artists Gallery em 1943. Ele então passou a ser representado por Betty Parsons, exibindo primeiro na Wakefield Bookshop, na Mortimer Brandt Gallery e depois quando Parsons abriu sua própria galeria na 57th Street. Reinhardt realizou regularmente exposições individuais anuais na Betty Parsons Gallery, a partir de 1946. Ele esteve envolvido no protesto de 1940 contra o MoMA, desenhando o folheto que perguntou Quão moderno é o Museu de Arte Moderna? Seus trabalhos foram exibidos regularmente ao longo das décadas de 1940 e 1950 nas Exposições anuais realizadas no Whitney Museum of American Art. Ele também fez parte do protesto contra o Metropolitan Museum of Art, em 1950, que ficou conhecido como " The Irascibles ".
Tendo completado seus estudos no Instituto de Belas Artes da Universidade de Nova York, Reinhardt tornou-se professor no Brooklyn College em 1947 e lecionou lá até sua morte em 1967. Também lecionou na Escola de Belas Artes da Califórnia, em San Francisco, na Universidade de Wyoming, na Universidade de Yale e no Hunter College, em Nova York.
Ad Reinhardt Estate é representado pela David Zwirner Gallery, Nova York.

## Trabalho

### Pinturas
As primeiras pinturas expostas de Reinhardt evitavam a representação, mas mostravam uma progressão constante longe de objetos e referências externas. Seu trabalho progrediu de composições de formas geométricas na década de 1940 para obras em diferentes tons da mesma cor (todas vermelhas, todas azuis, todas brancas) nos anos 50. Reinhardt é mais conhecido por suas chamadas pinturas "negras" dos anos 1960, que à primeira vista parecem ser simplesmente telas pintadas de preto, mas na verdade são compostas de tons pretos e quase pretos. Entre muitas outras sugestões, essas pinturas perguntam se pode haver algo absoluto, mesmo em preto, que alguns espectadores podem não considerar uma cor.
Em 1967, ele contribuiu com uma das 17 gravuras assinadas que compunham o portfólio Protesto contra os artistas e escritores no Vietnã, organizado pelo grupo Artists and Writers Protest. A litografia de Reinhardt, conhecida como "No War" das suas duas primeiras palavras de texto, mostra os dois lados de um postal endereçado a "War Chief, Washington, DCUSA" com uma lista de 34 exigências que incluem "no napalm" nenhum bombardeio ", nenhuma pobreza", nenhuma arte de guerra "e admoestações concernentes à arte em si," nenhuma arte na guerra "e" nenhuma arte na guerra ".

### Escritos
Sua escrita inclui comentários sobre seu próprio trabalho e o de seus contemporâneos. Sua sagacidade concisa, foco nítido e senso de abstração tornam leitura interessante mesmo para aqueles que não viram suas pinturas. Como suas pinturas, sua escrita permanece controversa décadas após sua composição. Muitos de seus escritos são coletados em Arte como Arte, editada por Barbara Rose, da University of California Press, 1991.

### Gráficos
Reinhardt juntou-se à equipe de PM em 1942 e trabalhou em período integral neste jornal diário até 1947, com tempo esgotado enquanto era recrutado para a ativa na Marinha dos EUA. Enquanto na PM ele produziu vários milhares de desenhos animados e ilustrações, principalmente a série de famosas e amplamente reproduzidas séries de olhar para a arte. Reinhardt também ilustrou o panfleto altamente influente e controverso Races of Mankind (1943) originalmente destinado a ser distribuído ao Exército dos EUA, mas depois de ser banido subseqüentemente vendeu perto de um milhão de cópias. Ele também ilustrou o livro infantil Um bom homem e sua boa esposa. Enquanto cursava a Columbia University, ele criou muitas capas e ilustrações para a revista de humor Jester e foi seu editor em seu último ano (1934-1935). Em 1940 ele foi o designer de "The Chelsea Document", uma exposição pública de cinco painéis de 4x8 pés. Outro trabalho de arte comercial foi feito "para patrões tão variados como o Brooklyn Dodgers, a revista Glamour, o CIO, a Macy's, o New York Times, o Conselho Nacional de Amizade Soviética-Americana, The Book and Magazine Guild, o American Jewish Labour Council, Novas missas, o Saturday Evening Post, o Ice Cream World e a revista Listen. Ele ilustrou muitos livros como Who's Who no Zoo.

## Exposições recentes
- O Museu Guggenheim exibiu a Pintura Negra de Reinhardt como parte de sua exposição Sem Imagens, que foi encerrada em 14 de setembro de 2008.
- O Josef Albers Museum Quadrat em Bottrop, Alemanha, apresentou as últimas pinturas de Reinhardt e obras anteriores, juntamente com obras de Josef Albers (Hommage to the Square e outros) de setembro de 2010 a janeiro de 2011. Ambos trabalharam na Universidade de Yale em 1952/53 quando J. Albers ofereceu a Reinhardt um professor convidado.[6]
- No outono de 2013, a David Zwirner Gallery realizou uma grande exposição das pinturas negras, desenhos animados e slides fotográficos de Reinhardt, com curadoria de Robert Storr. Foi a primeira exposição desde a retrospectiva de Reinhardt em 1991 no MoMA para apresentar uma sala inteira de pinturas negras (13 ao todo).
- Arte vs. História, a primeira exposição em grande escala na Europa com foco nos desenhos animados, quadrinhos e colagens de Reinhardt, foi exibida em Malmö Konsthall em junho-setembro de 2015 e no EMMA - Museu de Arte Moderna de Espoo em março-abril de 2016.[7][8]

## Ligações externos
- Fundação Ad Reinhardt
- Ad Reinhardt bio no site do Museu Guggenheim
- Coleção de arte no site do MOMA
- Artistas abstratos americanos
- Ad Reinhardt Papers no Smithsonian's Archives of American Art
- Correspondência de Abe Ajay com Ad Reinhardt, 1963-1967do Smithsonian Archives of American Art
- Últimas pinturas.Exposição no Josef Albers Museum Quadrat em Bottrop
- Página do site Guggenheimsobre a atividade de conservação Reinhardt do Guggenheim
- Gravação de Áudio de Ad Reinhardt, da Biblioteca de Decker do Instituto de Arte de Maryland, Arquivo da Internet